# Зитте, Вилли
Ви́лли Зи́тте (нем. Willi Sitte; 28 февраля 1921, Крацау — 8 июня 2013, Галле) — немецкий живописец и график, книжный иллюстратор, председатель Союза художников ГДР (1974—1988). Член ЦК СЕПГ (1986—1989). Академик Академии искусств ГДР (1969). Герой труда ГДР (1985). Лауреат Национальной премии ГДР I класса (1979).

## Жизнь и творчество
В. Зитте родился в Чехословакии, в многодетной семье смешанного происхождения — его отец был немецкий крестьянин, один из основателей Коммунистической партии Чехословакии, а мать — чешской национальности. В 1936 году Зитте поступил в художественную школу при Музее прикладного искусства города Либерец, где учился на художника-декоратора. После оккупации Чехии Германией, в 1940 году талантливый юноша уехал в Художественную школу Германа Геринга в Кроненбург (западная Германия). В 1941 году, после своих критических замечаний по поводу занятий в школе, Зитте был призван в немецкую армию и отправлен на Восточный фронт, где заболел желтухой. После госпиталя и побывки на родине он был отправлен воевать в Италию. Здесь в 1944 году Зитте перешёл на сторону партизан и вместе с ними воевал против нацизма.
Поработав после окончания войны некоторое время художником в Милане, Виченце и Венеции, Вилли Зитте в 1946 году вернулся в Германию и с 1947 года жил и работал в Галле.
В 1947 году художник стал членом СЕПГ. С 1951 он преподаёт в Художественной школе «Замок Гибихенштейн», в 1959 году стал профессором живописи в этой школе, ставшей Высшей художественно-промышленной школой Галле. В этот свой творческий период В. Зитте активно выступал за свободу творчества, что приводило его к конфликтам с партийными нормами. В то же время, с 1964 года художник начал принимать активное участие в политической жизни своей страны. В 1975—1987 годах В. Зитте был директором отделения живописи и прикладного искусства в Высшей художественно-промышленной школе Галле.
В. Зитте в своём творчестве был представителем такого художественного направления, как социалистический реализм. Его известность как мастера кисти неуклонно растёт начиная с конца 1960-х годов. В 1969 году он стал постоянным членом Германской художественной академии (до 1991). В 1974—1988 годах В. Зитте занимал пост президента Союза художников ГДР. С 1976 он — депутат Народной палаты ГДР. Будучи президентом Союза художников ГДР, Зитте сумел конструктивно организовать работу всех отделений этой организации, не посягая на демократические принципы как её руководитель.
В 1986—1989 годах В. Зитте был членом ЦК СЕПГ. С 1985 года он — член Всемирного Совета Мира, с 2001 — член-корреспондент Европейской гуманитарной академии в Париже. В ноябре 2008 года В. Зитте было присвоено звание почётного гражданина итальянского города Монтеккьо-Маджоре.

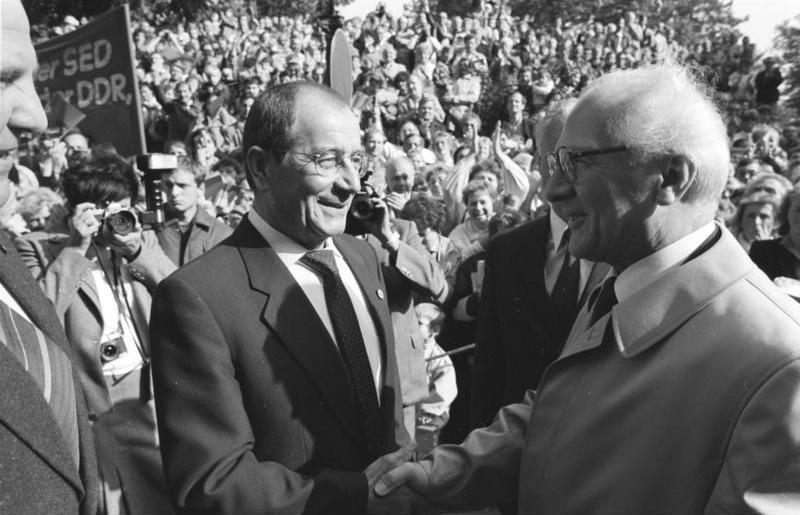
В. Зитте и Э. Хонеккер на открытии Х выставки художников ГДР, 1987

Как художник и педагог В. Зитте обладал большим творческим и рабочим потенциалом. Он писал как правило фигуративные полотна, в экспрессивной форме выражавшие определённые, задуманные автором идеи и представления, в том числе и политического плана. В его произведениях показаны человеческие страдания во время стихийных бедствий (Наводнение на По (1953), ужасы войны (Бойня II (1959).
Как и Вернер Тюбке и Бернгард Хейзиг, В. Зитте принадлежит к числу наиболее значимых и талантливых художников ГДР. Несмотря на то, что в ряде случаев в современной Германии творчество В. Зитте замалчивается, что является своего рода политической местью за его коммунистические взгляды (например, при отмене назначенной на лето 2001 года к 80-летию художника Юбилейной выставке его работ в Германском национальном музее Нюрнберга), его полотна пользуются большим интересом и повышенным спросом как среди коллекционеров, так и среди картинных галерей Европы. В настоящее время работы В. Зитте можно увидеть в музеях Берлина, Будапешта, Пекина, Дрездена, Кёльна, Франкфурта-на-Майне, Ахена, Веймара и других. 28 февраля 2006 года, к его 85-му дню рождения в Мерзебурге, в присутствии Г. Шрёдера и канцлера земли Саксония-Ангальт Бёмера была открыта Галерея Вилли Зитте.
В 1977 году художник принял участие в выставке современного искусства documenta 6 в западногерманском Касселе. Международное признание пришло к нему после успешного выступления на биеннале во Флоренции в 1972 году.
Вилли Зитте скончался после продолжительной болезни в своём доме в Галле 8 июня 2013 года.

## Награды (избранное)
- 1953: Художественная премия города Галле (Заале)
- 1968: Премия Кете-Кольвиц Академии искусств ГДР
- 1972: Золотая медаль биеннале во Флоренции
- 1974: Орден Карла Маркса
- 1979: Национальная премия ГДР первого класса
- 1985: Герой труда ГДР[5]
- 2009: Премия Общества защиты гражданских прав и человеческого достоинства (GBM).